# Легенда о ледяном сердце
«Легенда о ледяном сердце» — советский фильм-сказка 1957 года. Первый фильм в жанре «современной сказки» режиссёрского дуэта Эльдар Шенгелая — Алексей Сахаров. Снят на киностудиях «Мосфильм» и Фрунзенской студии.
Премьера фильма состоялась 14 октября 1958 года.

## Сюжет
На основе киргизской народной сказки и сюжета сказки «Холодное сердце» Вильгельма Гауфа, действие которой перенесено в современность. Могущественный волшебник заколдовал актрису, певицу и танцовщицу Айнакан и теперь она из-за холодного сердца не способна полюбить. С помощью доброго волшебника влюбленный в неё экскаваторщик Мээркан пытается растопить сердце девушки звуками свирели. Но на пути к счастью влюбленных стоит хитрый и алчный директор театра, который сжигает свирель, и снова сердце прекрасной Айнакан превращается в лёд. Влюблённый в неё Мээркан должен что-то придумать, чтобы Айнакан смогла горячо и преданно любить.

## В ролях
- Д. Ибраимова — Айнакан, актриса, певица и танцовщица
- Асанбек Умуралиев — Мээркан, экскаваторщик, влюбленный в Айнакан
- Касымалы Бектенов — Камбар, Добрый Волшебник
- Муратбек Рыскулов — Ашик, директор театра, администратор
- Ашрал Баталиев — отец Назиры
- Сабира Кумушалиева — мать Назиры
- Бакы Омуралиев — табунщик, влюбленный в Назиру
- Искра Раимкулова — Назира (нет в титрах)

## Создатели
- Сценарий — Виктор Виткович, Григорий Ягдфельд
- Постановка — Алексея Сахарова, Эльдара Шенгелая
- Оператор: Константин Бровин
- Композитор — Юрий Левитин
- Текст песен — Р. Рыскулов